# سیارک ۳۴۱۳
سیارک ۳۴۱۳ (به انگلیسی: 3413 Andriana، نامگذاری:1983CB3) سه هزار و وچهارصد و سیزدهمین سیارک کشف شده‌است که در ۱۵ فوریه ۱۹۸۳ کشف شد.
قدر مطلق سیارک برابر ۱۳٫۴۰ است.